# The Sons of Eilaboun
 (juin 2012).
Le contenu est difficilement compréhensible vu les erreurs de traduction, qui sont peut-être dues à l'utilisation d'un logiciel de traduction automatique.
The Sons of Eilaboun (Les Bâtard d'Eilaboun, en arabe أبناء عيلبون) est un film documentaire germano-israélo-palestinien du réalisateur Hisham Zreiq, sur le massacre, l’expulsion et le retour d’un petit village de Palestine en Galilée. Il est sorti en 2007.

## Synopsis
Le 30 octobre 1948, l’armée israélienne envahit le village d'Eilaboum au Nord de la Galilée. Mon oncle Badia et 18 autres hommes du village qui s’étaient cachés avec les habitants du village dans deux églises, sont amenés sur la place du village. Le reste des habitants est expulsé du village jusqu’à la frontière du Liban. Les hommes qui restèrent sur la place du village sont forcés à ne pas bouger et à garder leurs mains sur la tête pendant que les soldats israéliens discutent de vive voix. Un officier israélien s’avance et crie « nous avons besoin de trois hommes ». Trois hommes se lèvent et accompagnent les soldats. Quelques instants plus tard trois coups de feu sont tirés. Les soldats reviennent : « Trois hommes de plus ». Trois coups de feu sont tirés. Et ainsi de suite jusqu’au moment où il ne reste plus que trois hommes en vie sur la place. Parmi eux se trouve mon oncle Badia. Ces trois hommes sont mis en file et tués à bout portant. Même aujourd’hui, après plus de 50 ans, mon père ne peut s’empêcher de pleurer en racontant cette tragédie. Il perdit son frère et tous les habitants de son village devinrent des réfugiés. Lorsque les habitants reviennent à leur village ils ne le reconnurent plus. Tous les biens de valeur furent pillés. Et tout ce que les soldats ne purent transporter fut détruit.
Malheureusement, les habitants les plus âgés de Eilaboum ne sont pas les seuls à répéter ces histoires à leurs enfants et à leur petits-enfants.
L’histoire d’Eilaboum s’est répétée des centaines de fois sur la terre que l’on connaît aujourd’hui comme Israël. Les massacres et l’expulsion de ces villages était une tactique faisant partie du plan Dalet du commandement des forces de défense israéliennes dans le but de débarrasser le futur État d’Israël de ses habitants Arabes, considérés comme une menace. Les Enfants de Eilaboumraconte l’histoire de ce ravage humain dans un de ces villages. L’histoire est racontée par des hommes et des femmes qui témoignèrent des atrocités de ce jour de 1948 : des hommes et des femmes qui sont déterminés à ce que cette horreur ne soit jamais oubliée. C’est une histoire à la fois brutale et inspiratrice, qui témoigne de la lutte des habitants d'Eilaboum pour survivre et perpétuer leur histoire et leur orgueil dans un monde qui tente, en vain, de cacher la vérité. Une vérité qui a changé leur vie à jamais.

## Prix et festivals
Le film a remporté le prix Al-Awda en Palestine 2008, et a été projeté dans plusieurs festivals et événements, tels que :
- Sixth Annual International Al-Awda Convention 2008, Californie, États-Unis[5]
- Boston Palestine Film Festival 2008, États-Unis[6]
- International İzmir Short Film Festival 2008, Izmir, Turquie[7]
- Amal The International Euro-Arab film Festival 2008, Espagne[8]
- Carthage Film Festival 2008 (Palestine: To remember section), Carthage, Tunisie[9]
- Regards palestiniens, Montréal, Canada[10]
- Chicago Palestine Film Festival, Chicago, États-Unis[11]
- 13th Annual Arab Film Festival, Los Angeles, États-Unis[12]
- Sixth Twin Cities Arab Film Festival, Minnesota, États-Unis[13]
- Palestine Film Festival in Madrid, 2010, Espagne[14]
- Al Ard Doc Film Festival, 2011, Cagliari, Italie[15]